# 丁荣军
丁荣军（1961年11月12日—），株洲中车时代电氣股份有限公司（中國中車股份有限公司旗下）董事長及執行董事，以及若干旗下聯營公司董事。

## 生平
丁榮軍出生於江苏宜兴农村，自幼家境清貧，最初梦想是做一名医生，到了長大後是入讀位於四川成都市西南交通大學电力机车专业，自此對火車結下不解緣，直至1984年畢業止。
1984年，丁榮軍開始任職位於株洲市的铁道部株洲电力机车研究所，委任若科研處副處長兼項目經理、副所長、副總工程師、總工程師等職位。2005年，委任改組後株洲中车时代电氣股份有限公司總裁一職，2006年上市後，擔任若干董事職位，包括董事長、執行董事、總經理兼黨委副書記等。